# قائمة الأفلام المصرية سنة 2016
هذه قائمة بالأفلام المصرية لعام 2016 مرتبة أبجديا

## 2016
| الرقم | اسم الفيلم                 | تأليف وإخراج                                                         | بطولة                                                                             | إنتاج                                      | صناع آخرون                                                              | ملصق الفيلم |
| ----- | -------------------------- | -------------------------------------------------------------------- | --------------------------------------------------------------------------------- | ------------------------------------------ | ----------------------------------------------------------------------- | ----------- |
| 1     | أبو شنب                    | تأليف: خالد جلال، وإخراج: سامح عبد العزيز                            | ياسمين عبد العزيز - ظافر العابدين - بيومي فؤاد                                    | منتج: أحمد السبكي                          | مخرج منفذ: شادي يسري، ومدير التصوير: إيهاب محمد علي، ومونتاج: عمرو عاصم |             |
| 2     | أسد سيناء                  | تأليف: عادل عبد العال وعمرو البدالي، وإخراج: حسن السيد               | عمرو رمزي - رامي وحيد - صبري عبد المنعم - نهى اسماعيل                             | منتج: عادل عبد العال، ومنتج فني: نهاد كمال | مدير تصوير: رمسيس مرزوق، وموسيقى: شريف الوسيمي وشادي محسن               |             |
| 3     | إشتباك                     | تأليف: خالد دياب ومحمد دياب، وإخراج: محمد دياب                       | نيللي كريم - طارق عبد العزيز - هاني عادل                                          |                                            |                                                                         |             |
| 4     | الباب يفوت امل             | تأليف: فيصل عبد الصمد ومجدي الكدش، وإخراج: أحمد البنداري             | شريف سلامة - درة                                                                  |                                            |                                                                         |             |
| 5     | البر التاني                | تأليف: زينب عزيز، وإخراج: علي إدريس                                  | محمد علي - سليم سليمان - حنان سليمان                                              | منتج فني: وليد النجار                      |                                                                         |             |
| 6     | الثمن                      | تأليف: أمل عفيفي، وإخراج: هشام عيسوي                                 | عمرو يوسف - صلاح عبد الله - صبا مبارك - عبد العزيز مخيون                          |                                            |                                                                         |             |
| 7     | اللي اختشوا ماتوا          | تأليف: محمد عبد الخالق، وإخراج: إسماعيل فاروق                        | غادة عبد الرازق - عبير صبري - سلوى خطاب - مروة عبد المنعم - هيدي كرم              | شركة: الريماس، ومنتج: إبراهيم إسحق         |                                                                         |             |
| 8     | الماء والخضرة والوجه الحسن | تأليف: أحمد عبد الله ويسري نصر الله وباسم سمرة، إخراج: يسري نصر الله | ليلى علوي - منة شلبي - باسم سمرة - أحمد داود                                      |                                            |                                                                         |             |
| 9     | الهرم الرابع               | تأليف وإخراج: بيتر ميمي                                              | أحمد حاتم - ميرهان حسين - تارا عماد                                               | منتج: سيف عريبي                            |                                                                         |             |
| 10    | أوشن 14                    | تأليف: إيهاب بليبل وأحمد مجدي وعمرو بدر، وإخراج: شادي الرملي         | عمر مصطفى متولي - لطفي لبيب - نرمين ماهر - كريم عفيفي - بيومي فؤاد                |                                            |                                                                         |             |
| 11    | بارتي في حارتي             | تأليف: أحمد عيسى، وإخراج: محمد يونس                                  | محمد لطفي - دينا - أمينة - رانيا الملاح                                           |                                            |                                                                         |             |
| 12    | تحت الترابيزة              | تأليف: وليد يوسف، وإخراج: سميح النقاش                                | محمد سعد - منة فضالي - نرمين الفقي - حسن حسنيّ- عزت أبو عوف                        |                                            |                                                                         |             |
| 13    | جحيم في الهند              | تأليف: مصطفى صقر ومحمد عز الدين، وإخراج: معتز التوني                 | محمد امام - ياسمين صبري - بيومى فؤاد - محمد سلام                                  | شركة: نيوسينشري، ومنتج: وليد الكردي        |                                                                         |             |
| 14    | حسن وبقلظ                  | تأليف: كريم فهمي، وإخراج: وائل إحسان                                 | علي ربيع - كريم فهمي - بيومي فؤاد - يسرا اللوزي                                   |                                            |                                                                         |             |
| 15    | حملة فريزر                 | تأليف: ولاء شريف وهشام ماجد وشيكو، وإخراج: سامح عبد العزيز           | هشام ماجد - شيكو - بيومي فؤاد - دارين حداد                                        |                                            |                                                                         |             |
| 16    | شكة دبوس                   | تأليف: أيمن عبد الرحمن، وإخراج: أحمد صالح                            | خالد سليم - مي سليم - محمد شاهين - نسرين أمين - سامية طرابلسي                     |                                            |                                                                         |             |
| 17    | صابر جوجل                  | تأليف: محمد سمير مبروك، وفكرة: محمد رجب، وإخراج: محمد حمدي           | محمد رجب - سارة سلامة - راندا البحيري - لطفي لبيب                                 | شركة: الريماس، ومنتج: إبراهيم إسحق         |                                                                         |             |
| 18    | عسل أبيض                   | تأليف: محسن رزق، وإخراج: حسام الجوهري                                | سامح حسين - ميرهان حسين - بيومي فؤاد                                              | منتج: أحمد عبد الباسط                      |                                                                         |             |
| 19    | عشان خارجين                | تأليف: فادي أبو السعود وهشام ماجد وشيكو، وإخراج: خالد الحلفاوي       | حسن الرداد - إيمي سمير غانم                                                       | منتج: أحمد السبكي                          |                                                                         |             |
| 20    | عمود فقري                  | تأليف: حسن الصياد وأحمد الشحري، وإخراج: إبرام نشأت                   | وائل علاء - علا غانم - بيومي فؤاد - إيناس النجار                                  | منتج: محمد قاسم                            |                                                                         |             |
| 21    | كدبة كل يوم                | تأليف: هشام منصور وشريف الألفي، وإخراج: خالد الحلفاوي                | عمرو يوسف - درة - محمد ممدوح - فاروق الفيشاوي - شيرين رضا                         |                                            |                                                                         |             |
| 22    | كلب بلدي                   | تأليف: شريف نجيب، أحمد فهمي، وإخراج: معتز التوني                     | أحمد فهمي - أكرم حسني - دينا محسن (ويزو) - بيومي فؤاد - حمدي الميرغني - أحمد فتحي |                                            |                                                                         |             |
| 23    | كنغر حبنا                  | تأليف: لؤي السيد، وإخراج: أحمد البدري                                | رامز جلال - سارة سلامة - حسن حسني                                                 |                                            |                                                                         |             |
| 24    | لف ودوران                  | تأليف: منة فوزي، وإخراج: خالد مرعي                                   | أحمد حلمي - دنيا سمير غانم - صابرين - ميمي جمال - بيومي فؤاد                      |                                            |                                                                         |             |
| 25    | من 30 سنة                  | تأليف: أيمن بهجت قمر، وإخراج: عمرو عرفة                              | أحمد السقا - منى زكي - شريف منير - ميرفت أمين - نور                               | منتج: وليد منصور                           |                                                                         |             |
| 26    | نعمة                       | تأليف: مصطفى حمدي، وإخراج: طوني نبيه                                 | محمد نجاتي - ابتسام المكي - نهال عنبر - عبد الله مشرف - مجدي إدريس                |                                            |                                                                         |             |
| 27    | هيبتا                      | رواية ل محمد صادق سيناريو وحوار ووائل حمدي، وإخراج: هادي الباجوري    | ماجد الكدواني - عمرو يوسف - نيللي كريم - ياسمين رئيس - أحمد مالك                  |                                            |                                                                         |             |
| 28    | 30 يوم في العز             | تأليف: سيد السبكي، وإخراج: هاني حمدي                                 | أحمد فلوكس - صافيناز - سعد الصغير - محمود الليثي - طاهر أبو ليلة - سليمان عيد     | منتج: أحمد السبكي                          |                                                                         |             |